# قلعة دزك
قلعة دزك هي قلعة تاريخية تعود إلى عصر القاجاريون، وتقع في دزك، محافظة تشهار محال وبختیاري.

## معرض الصور

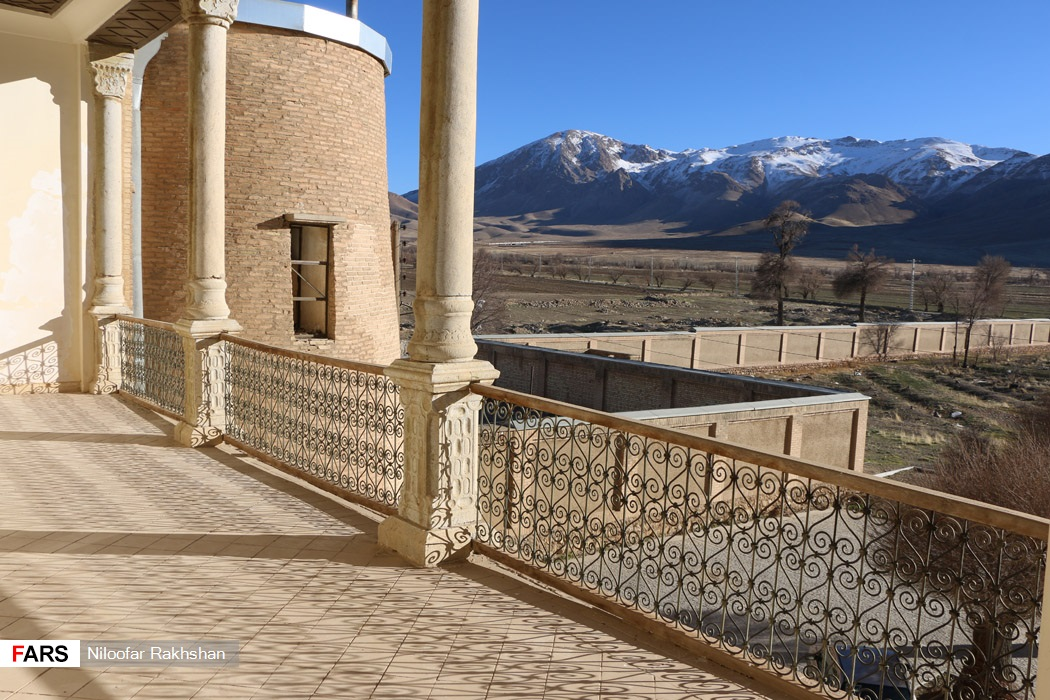
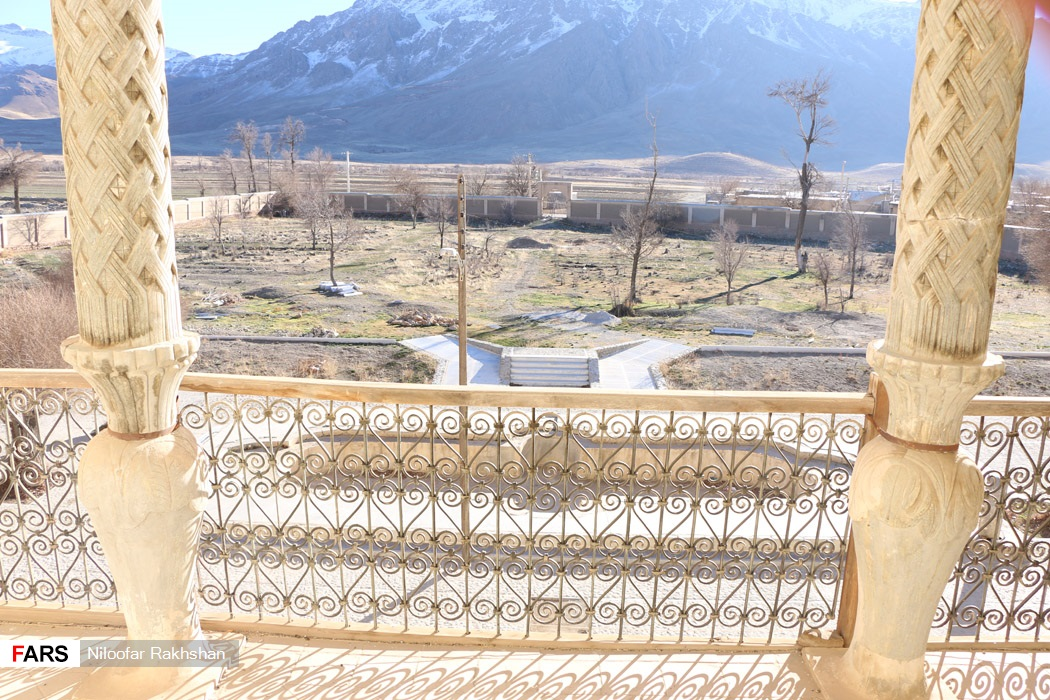
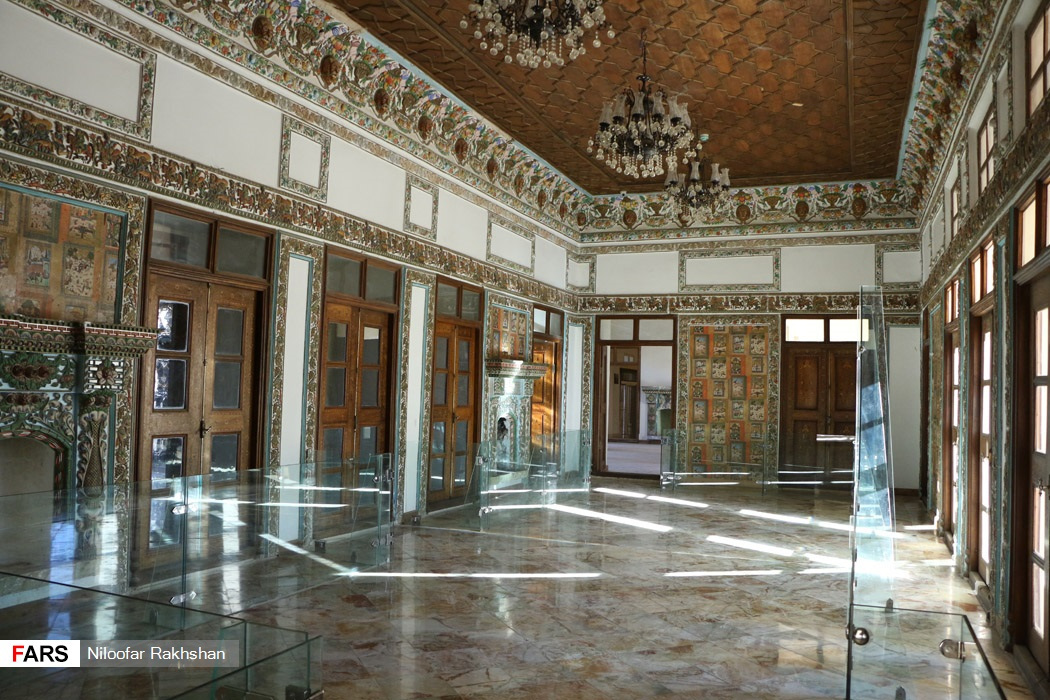
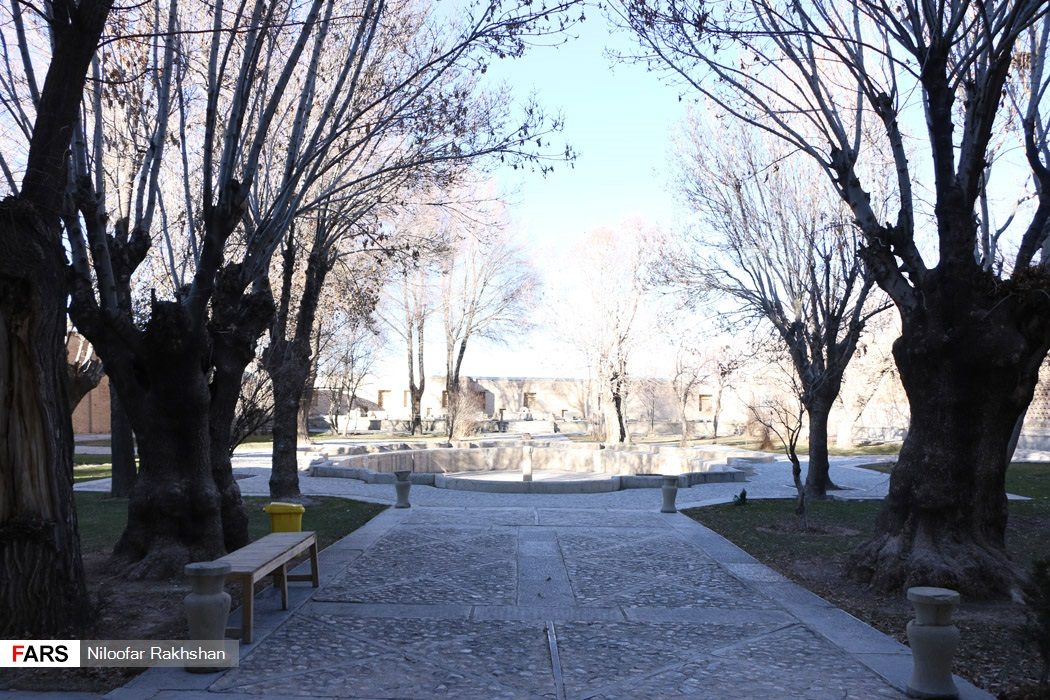